# Stora Blandevatten
Stora Blandevatten är en sjö i Lilla Edets kommun i Bohuslän och ingår i Göta älvs huvudavrinningsområde. Sjöns area är 0,027 kvadratkilometer och den befinner sig 130 meter över havet.